# Взяв би я бандуру
«Взяв би я бандуру» — українська народна пісня, романс.
Автором слів цієї пісні інколи називають Михайла Миколайовича Петренка. Це частково так, тому що лише деякі рядки з поезії Михайла Петренка збереглися в цій пісні, що стала народною.
«Вірш Михайла Петренка „Туди мої очі…“, на основі якого й з'явилася пісня „Де Крим за горами“, викликала значний інтерес в народі, про що свідчать ті суттєві доробки і переробки твору, що внесено до авторського тексту протягом останніх ста років».

## Вірш «Туди мої очі, туди моя думка…»
Вперше вірш «Туди мої очі…» було надруковано в альманасі «Сніпъ» О. Корсуна (1841). Наступна публікація відбулася в поетичній збірці А. Метлинського «Южный русскій зборникъ» (1848). Версія поезії 1848 року в порівнянні з публікацією 1841 року зазнала невеликих змін.
Вірш «Туди мої очі, туди моя думка…» було також подано в декількох сучасних виданнях. В статті надано версію адаптовану до сучасних мовних норм відомим літературознавцем Миколою Бондарем.
Туди мої очі, туди моя думка,
Де ти живеш, Галю, сердешна голубка;
Од раннього ранку до пізньої ночі
Я плачу без тебе і виплакав очі;
А ти мого горя не чуєш, не знаєш!..
О, як болить серце, як тебе згадаєш!
Дарма топлю очі далеко за гори:
Я Галі не бачу. Зате ж люте горе,
Мов тая гадюка, коло серця в'ється;
О! як йому тяжко, о, як воно б'ється!
Дарма топлю очі в крайнебо блакитне:
Для всіх воно ясне, ласкаве, привітне,
По ньому так пишно місяць красний ходе,
І тисяча тисяч зірок за ним броде;
Від його ж на мене недолею віє:
Як гляну в крайнебо — серденько заниє,
Останнюю радість од серця одгоне,
Тумане очиці, душу горем томе;
Бо там за горою, де зіронька сяє,
Там, там моя мила голубка витає,
Закрилась від мене і небом, й горами,
А я тут зостався з горем та сльозами.
Туди ж мої очі, туди моя думка,
Де ти живеш, Галю, сердешна голубка!

## Пісня (версії)
В народних версіях відповідна пісня значно скорочена й відома з різними початками: «Де грім за горами», «Де Крим за горами», «Взяв би я бандуру» і ін. В словах пісень збереглися тільки декілька рядків.
| Де гримъ за горами (народна версія) | Де Крим за горами (народна версія), | Взяв би я бандуру (одна з сучасних народних версій) |
| --- | --- | --- |
| Де гримъ за горамы, Там сонечко сяе, – Десь моя голубонька Край свита витае. Закрылась одъ мене Небом і землею, А я самъ зостався На викъ сыротою. Козаче, серденько, Що жъ ты наробывъ – На що такъ щыро Дивчыну полюбыв? А все тійи очи! Колы бъ я йихъ мавъ, – За ти кари очи Я бъ душу оддавъ! Пиду я до церквы Богу помолюся, – Не бачывъ дивчыны – Й не перехрещуся. А все тійи очи! Колы бъ я йихъ мавъ, – За ти кари очи Я бъ душу оддавъ! Пиду я до шынку Горилкы напъюся; Горилкы напъюся, Веселый зроблюся. А все тійи очи! Колы бъ я йихъ мавъ, За ти кари очи Я бъ душу оддавъ! | Де Крим за горами, Де сонечко сяє, Ой, там моя мила Голубка літає. Закрилась від мене Небом і землею А я сам зостався Навік сиротою. Цілий день не їм я, У ночі не сплю, Одні тільки муки У світі терплю. А все через очі… Коли-б я їх мав, За ті карі очі Душу-б я віддав. Марусенько люба, Пожалій мене, Візьми моє серце, Дай мені своє. Взяв би я бандуру Тай заграв, що знав. Через тії очі Бандуристом став. | Взяв би я бандуру Та й заграв, що знав. Через ту бандуру Бандуристом став. А все через очі… Коли б я їх мав, За ті карі очі Душу б я віддав. Марусенько, люба, Пожалій мене, – Візьми моє серце, Дай мені своє. Де Крим за горами, Де сонечко сяє, Там моя голубка З жалю завмирає. Взяв би я бандуру Та й заграв, що знав. Через ту бандуру Бандуристом став. |

Слова змінювалися народом в різні роки та в різних регіонах (Полтавщина, Кіровоградщина, Черкащина і інші області України), тому, на сьогоднішній день, існує декілька версій пісні (або, декілька пісень). Тексти деяких версій відрізняються послідовністю рядків, наприклад, або куплетів.
Деякими сучасними аранжувальниками видалено традиційні Петренківські рядки, що робіть пісню зовсім сучасною. В репертуарі відомої американської співачки українського походження Квітки Цісик була чудова пісня «Взяв би я бандуру», яка зовсім несхожа на всі відомі (включаючи сучасні версії) пісні з такою назвою (мелодія така сама). В тексті збереглися тільки слова «Взяв би я бандуру».
Декілька варіантів пісні у виконанні відомих авторів доступні з сайту, присвяченому Михайлу Петренку.
Непроста історія у пісні, тому в текстах інколи зазначено авторство Михайла Петренка, інколи вона подається як народна.
«Слова тієї частини пісні, що розпочинається з рядка „Взяв би я бандуру та й заграв, що знав“, належать іншому автору, можливо А. Немировському, оскільки до одного з вар. твору у виданні „Малорусские песни“ (Одесса) додано примітку: Сочинение Немеровского…».
Тож, поезія Михайла Петренка має деяке відношення до пісні «Взяв би я бандуру», що можна зарахувати до категорії «народні пісні літературного походження».

## Деякі згадки про пісню в літературі
- Овчаренко И. «Дивлюсь я на небо» // Газета «Социалистический Донбасс». № 153 (2 июля). — Донецк, 1956.
- «Віктор Забіла, Михайло Петренко. Поезії». — «Радянський письменник». — Київ, 1960.
- Гончар О. І. Фольклоризм творчості українських романтиків 20-40-х років. // О. І. Гончар. Українська література предшевченківського періоду і фольклор. «Наукова думка». — Київ, 1982.
- Овчаренко І. «Пісні М. Петренка» // Газета «Совет — 95», 27 мая. — Славянск, 1991.
- Крижанівський Степан. Михайло Петренко: вчора, сьогодні, завтра. // Слово і час, № 11. Інститут літератури ім. Т. Г. Шевченка АН України. — Київ, 1993.
- Найкращі пісні України. «Демократична Україна». — Київ, 1995.
- Застольные песни (после первой рюмки). «Отечество». — Донецк, 1996.
- Овчаренко І. Йому жити у віках (Михайло Петренко). // Літературно- краєзнавче видання. — Слов'янськ, 1997.
- Застольные песни (после первой рюмки). «Отечество». — Донецк, 1997.
- Застольные песни (после первой рюмки). «Отечество». — Донецк, 2001.
- Застольные песни (после первой рюмки). «Отечество». — Донецк, 2002.
- Пісні моєї України. Збірник народних пісень і пісень літературного походження. «Сталкер». — Донецьк, 2006.
- Збірник українських пісень. «Рада». — Тернопіль, 2007.
- Самые любимые и популярные песни. Новейший сборник. «Клуб семейного досуга». Харьков-Белгород, 2008.
- Вірш «Взяв би я бандуру». // Українська інтимна лірика. Шкільна хрестоматія (для середнього та старшого шкільного віку). «Школа». — Київ, 2009.
- Золота сотня. Найкращі пісні України. /Упоряд. Г. Басюк /. «Яблуко». — Тернопіль, 2009.
- Романько Валерій. Слов'янськ літературний: Перша половина ХІХ — початок ХХІ століття. «Видавець Маторін Б. І.». — Слов'янськ, 2011.
- Бондар М. Задивлений у небо України. // Михайло Петренко : Життя і творчість : Художні тексти, дослідження, документи / упор. О. Є. Петренко, О. О. Редчук ; наук. ред. М. П. Бондар. — К. : Фенікс, 2013. — С. 11—58. — 218 с. — ISBN 978-966-651-899-9.